# Тапір чепрачний
Тапі́р чепра́чний, малайський тапір (лат. Tapirus indicus) — ссавець роду тапір родини тапірові ряду непарнокопитних. Єдиний азійський вид тапірів. Через своєрідний вигляд у Таїланді цю тварину називають p'somm-sett, тобто «суміш»; за легендою творець створив тапіра з частин тіл тварин, що залишилися (Sanborn and Watkins 1950).

## Зовнішній вигляд
Найбільший серед тапірів: довжина тіла 1,8—2,4 м, висота в плечах 0,75—1 м, маса 250—320 кг. Максимальна відома вага досягала 540 кг. Самиці зазвичай більші за самців. Чепрачний тапір легко відрізняється за великою сірувато-білою плямою (чепраку) на спині та боках. Решта шерсті забарвлена в чорний або темно-бурий колір, виняток становить біла кайма на кінчиках вух. Не зважаючи на контрастність, таке забарвлення є захисним — у темряві тапір немовби втрачається, помітною залишається лише біла пляма, що заважає хижакам пізнати здобич за контурами. Дитинчата мають звичайне для молодняку тапірів смугасто-плямисте забарвлення, і лише у віці 4—7 місяців світлі плями й смуги зникають і утворюється чепрак. Шерсть у чепрачного тапіра коротка і рідка; грива відсутня. Шкіра на голові й загривку досягає товщини 2,5 см, захищаючи шию тапіра від зубів хижаків і від травм під час пересування густим підліском (Lekagul and McNeely 1977).
У решті чепрачний тапір схожий на інших представників родини. Це масивна тварина з короткими, але могутніми кінцівками; зовні незграбна, але рухома. Хвіст короткий, 5—10 см завдовжки. Вушні раковини маленькі. На морді невеликий гнучкий хобот, утворений носом і верхньою губою. Очі маленькі, овальні, коричневі; у чепрачних тапірів частіше, ніж в інших видів, зустрічається помутніння рогівки, що додає очам голубуватий відтінок. Часто поєднується з виразкою рогівки. Точна етіологія цього захворювання невідома; імовірно, його викликають травми. Проте поганий зір компенсується сильним нюхом і слухом. Пальці закінчуються копитами; на передніх ногах по 4, на задніх — по 3 пальці, найбільший з яких, — середній.
Серед чепрачних тапірів зустрічаються особи-меланісти з повністю чорним забарвленням. У 1924 р. чорний тапір був відправлений до зоопарку Роттердама, де його класифікували як підвид Tapirus indicus var. brevetianus на честь капітана, що відкрив його, К. Бреве. У 2000 р. двох чорних тапірів спостерігали в заповіднику Jerangau Forest Reserve (Малайзія).

## Розповсюдження
Чепрачний тапір поширений в південній і центральній частинах о. Суматра, в Малайзії, М'янмі  і Таїланді від провінції Так до півострова Малакка. Можливо, також мешкає в південних частинах Камбоджі, В'єтнаму і Лаосу, хоча достовірних відомостей про це немає. В цілому, тапір як і раніше зустрічається у межах свого історичного ареалу, який, проте, став сильно фрагментованим.

## Спосіб життя

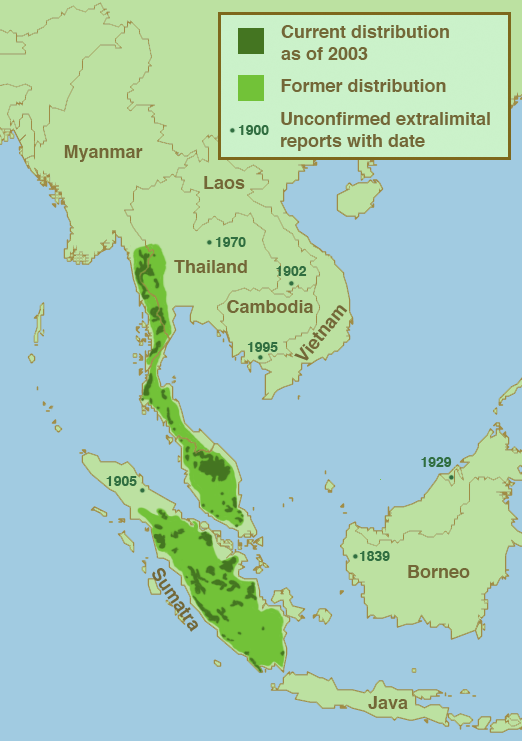
Карта розповсюдження чепрачного тапіра на 2003 р. (темно-зеленим кольором відмічений сучасний ареал)

Чепрачний тапір — потаємна нічна тварина, яка воліє триматися в густих дощових лісах. Відомі сезонні міграції — під час сухого сезону тапіри зустрічаються в низинах, тоді як під час сезону дощів — в гористих місцевостях. Так, на Суматрі тапірів спостерігали в горах на висотах до 1 500—1 200 м над рівнем моря (Ngampongsai, Santiapilli & Ramono 1989). Інші міграції пов'язані з лісовими пожежами й кормовими умовами, що погіршуються; у Таїланді тапіри в сухий сезон переселяються з листопадних у вічнозелені ліси. В умовах освоєння первісних лісів тапіри все частіше почали зустрічатися на вирубках, узліссях і на плантаціях. Тапірів виявляли навіть недалеко від таких крупних міст Малайзії, як Серембан і Куантан (DWNP 1994, 1995).
Годуються в основному після заходу і перед світанком, іноді виходячи на відкриті місця і на поля. Тапіри — нежуйні травоїдні тварини. Харчуються головним чином молодим листям (86.5% раціону) і пагонами, рідше травою, плодами, мохами, в цілому споживаючи загалом 115 видів рослин. Певних кормових місць не мають. Під час неспання тапір пересувається лісом, опустивши хобот до землі; часто йде зигзагами. Прокладають в лісі добре помітні стежки, які мітять, розбризкуючи сечу.
Тапіри — переважно одиночні тварини; при зустрічі з родичами поводяться агресивно. Раніше вважалося, що тапіри утворюють пари тільки на час спаровування. Проте незалежні спостереження на Суматрі, в Белізі, Коста-Риці Еквадорі і Бразилії виявили, що дорослі тапіри всіх чотирьох видів часто зустрічаються парами (Todd & Matola 1998). При зустрічі з людьми намагаються сховатися, проте при необхідності люто захищаються. Між собою спілкуються за допомогою пронизливих криків і своєрідних свистів.
Чепрачні тапіри люблять прохолоду і завжди живуть поблизу від води, в сирих болотистих лісах зі струмками й стоячими водоймами. Прокладені ними стежки часто виходять до водопоїв. Чудово плавають і пірнають, спекотні дні воліють проводити у воді; можуть, повністю занурившись, ходити дном водойми. Регулярно приймають грязьові ванни, щоб позбавитися від кліщів та інших паразитичних комах. При небезпеці тапіри досить швидко бігають; здатні підійматися на круті схили горбів і гір. За значні розміри єдиними їх хижаками в природі є тигри.

### Розмноження
Спаровування відбувається в квітні-травні, рідше в червні, і супроводжується певним шлюбним ритуалом. Збуджені тапіри видають свистячі звуки, кружляють навколо один одного, кусають один одного за вуха і боки. За деякими даними, в період розмноження не самець відшукує самку, а самка — самця. Вагітність продовжується 390—407 днів; самки приносять по 1 дитинчаті вагою 6,8—10 кг (найбільші показники в родині). Дитинчата чепрачного тапіра ростуть швидше, ніж в інших тапірів, досягаючи дорослих розмірів і стаючи самостійними в 6—8 місяців. Тоді ж плямисте дитяче забарвлення у них змінюється на доросле.
Статевої зрілості досягають до 2,8—3,5 роки.
Тривалість життя до 30 років.

## Статус популяції
У зв'язку з вирубкою й іншим освоєнням лісів чисельність чепрачних тапірів швидко падає. Так, на Суматрі за останніх 40 років було втрачено понад 50% лісів, і велика частина уцілілих ділянок знаходиться за межами ареалу проживання чепрачного тапіра. В межах ареалу збереглося менш як 10% відповідних для тапіра місцепроживань, і велика їх частина піддалася деградації (Van Strien 2001). У Таїланді, де площа лісів скоротилася з 57% території в 1961 р. до 10-13% (Rabinowitz 1991), ситуація йде ще гірше. Тут місцепроживання тапірів обмежені заповідниками в західній і південній частинах країни. У Малайзії, де ліси займають до 44% території, положення тапірів відносно стабільне.
Тапірів також переслідують за знищення посівів (особливо кукурудзяних полів) і шкоду, що заподіюється плантаціям каучуконосів і олійних пальм. М'ясо, схоже на свинину, іноді уживається в їжу в немусульманських частинах ареалу. Проте в більшості випадків вбивство тапірів є випадковим. Тапіри є об'єктом вилову і нелегальної торгівлі. Вони легко приручаються, утримуються і розмножуються в зоопарках.
Точна чисельність виду і тенденції її зміни невідомі через важкодоступні місця проживання тапіра чепрачного. Очевидно, що вона скорочується пропорційно вирубці тропічних дощових лісів в південно-східній Азії. В наш час тапір чепрачний занесений в списки Міжнародної Червоної книги зі статусом «зникаючий вид» (Endangered).